# Marcel Allain

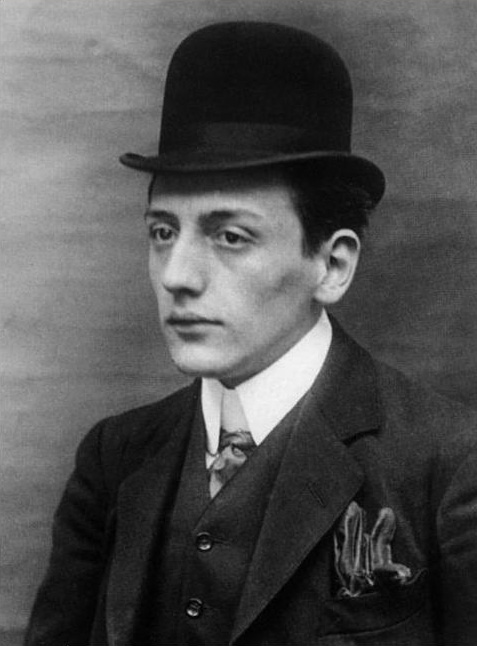
Marcel Allain, um 1911

Marcel Allain (* 15. September 1885 in Paris; † 25. August 1969 in Saint-Germain-en-Laye) war ein französischer Schriftsteller, bekannt als Ko-Autor der Fantômas-Krimis mit Pierre Souvestre.

## Leben
Allain kam aus einer bürgerlichen Familie, studierte Jura und war Journalist. Er wurde Assistent von Souvestre, beide veröffentlichten 1909 ihr erstes Buch.
Ab 1911 veröffentlichten sie in schnellem Tempo die Fantômas-Reihe bei Fayard. Nach dem Tod von Souvestre im Februar 1914 setzte Allain die Reihe allein fort (1925 bis 1963). Andere Romane von ihm waren weniger erfolgreich.
Marcel Allain genehmigte zwar die drei Fantomas-Verfilmungen in den 1960er-Jahren mit Jean Marais und Louis de Funès in den Hauptrollen, klagte aber später gegen die Produktionsfirma Gaumont, die ursprünglich einen vierten Teil mit dem Titel Fantomas in Moskau plante. Marcel Allain war nicht einverstanden damit, wie seine Romanfigur in den drei Filmen dargestellt wurde und verwies beispielsweise auf die negative Berichterstattung in der Presse. Ein französisches Gericht urteilte daraufhin am 7. Januar 1969, dass Marcel Allains Original-Romanfigur in den Filmen von André Hunebelle unzulässig verfälscht worden war und sprach Allain 100.000 Francs Schadensersatz gegenüber der Filmproduktionsfirma Gaumont zu, wodurch der geplante vierte Teil der Fantomas-Serie selbst nach Marcel Allains Tod im Spätsommer 1969 nie realisiert wurde.